# Ambrose Patrick Genda
Ambrose Patrick Genda (ur. 20 kwietnia 1927 w Gerihun, zm. 2002) – sierraleoński wojskowy, dyplomata i polityk, od 24 do 27 marca 1967 wojskowy prezydent Sierra Leone.
Służył w armii, gdzie doszedł do stopnia pułkownika. W 1967 został ambasadorem Sierra Leone przy ONZ. Po wojskowym zamachu stanu w 1967 tymczasowo przejął na 3 dni władzę jako szef rady ocalenia narodowego, po czym przekazał ją Andrew Terence Juxon-Smithowi. Został następnie ambasadorem w Liberii. W 1968 współpracował z wojskowymi, którzy dokonali zamachu stanu, przywracające władzę cywilną ze Siaką Stevensem na czele. Pełnił później przez rok funkcję wysokiego komisarza w Wielkiej Brytanii, a potem do 1970 był ambasadorem w ZSRR.